# Parafia św. Mateusza w Krukienicach
Parafia św. Mateusza w Krukienicach − parafia rzymskokatolicka znajdująca się w archidiecezji lwowskiej w dekanacie Mościska.